# Марија Раду
Марија Раду (рум. Maria Radu (1959)) бивша румунска атлетска репрезентативка, која се такмичила у трчању на средње стазе.
Најуспешнија година у њеној каријери била је 1983. Те године освојила је сребрну медаљу на Европском првенству у дворани, била 12. на 1. Светском првенству у Хелсинкију и освојила две медаље на Летњој универзијади :златну на 3.000 м и бронзу на 1.500 м.
Те године у обе дисциплине поставила је личне рекорде.

## Значајнији резултати
| Год.     | Такмичење                         | Место                | Плас.    | Дисц.    | Рез.     | Бел.  |
| Румунија | Румунија                          | Румунија             | Румунија | Румунија | Румунија |       |
| -------- | --------------------------------- | -------------------- | -------- | -------- | -------- | ----- |
| 1983.    | Европско првенство у дворани      | Будимпешта, Мађарска |          | 1.500 м  | 4:17,16  |       |
| 1983.    | 1. Светско првенство на отвореном | Хелсинки, Финска     | 12.      | 1.500 м  | 4:19,03  |       |
| 1983.    | 1. Светско првенство на отвореном | Хелсинки, Финска     | 25.      | 3.000 м  | 9:30,37  |       |
| 1983.    | Летња универзијада                | Едмонтон, Канада     |          | 3.000 м  | 9:34,32  | [ 1 ] |
| 1983.    | Летња универзијада                | Едмонтон, Канада     |          | 1.500 м  | 4:08,41  | [ 1 ] |

## Лични рекорди
1.500 м — 4:10,15 12. август 1983. Хелсинки, финска
3.000 м — 9:30,37 8. август 1983. Хелсинки, финска